# Бульвар Пушкіна (Донецьк)

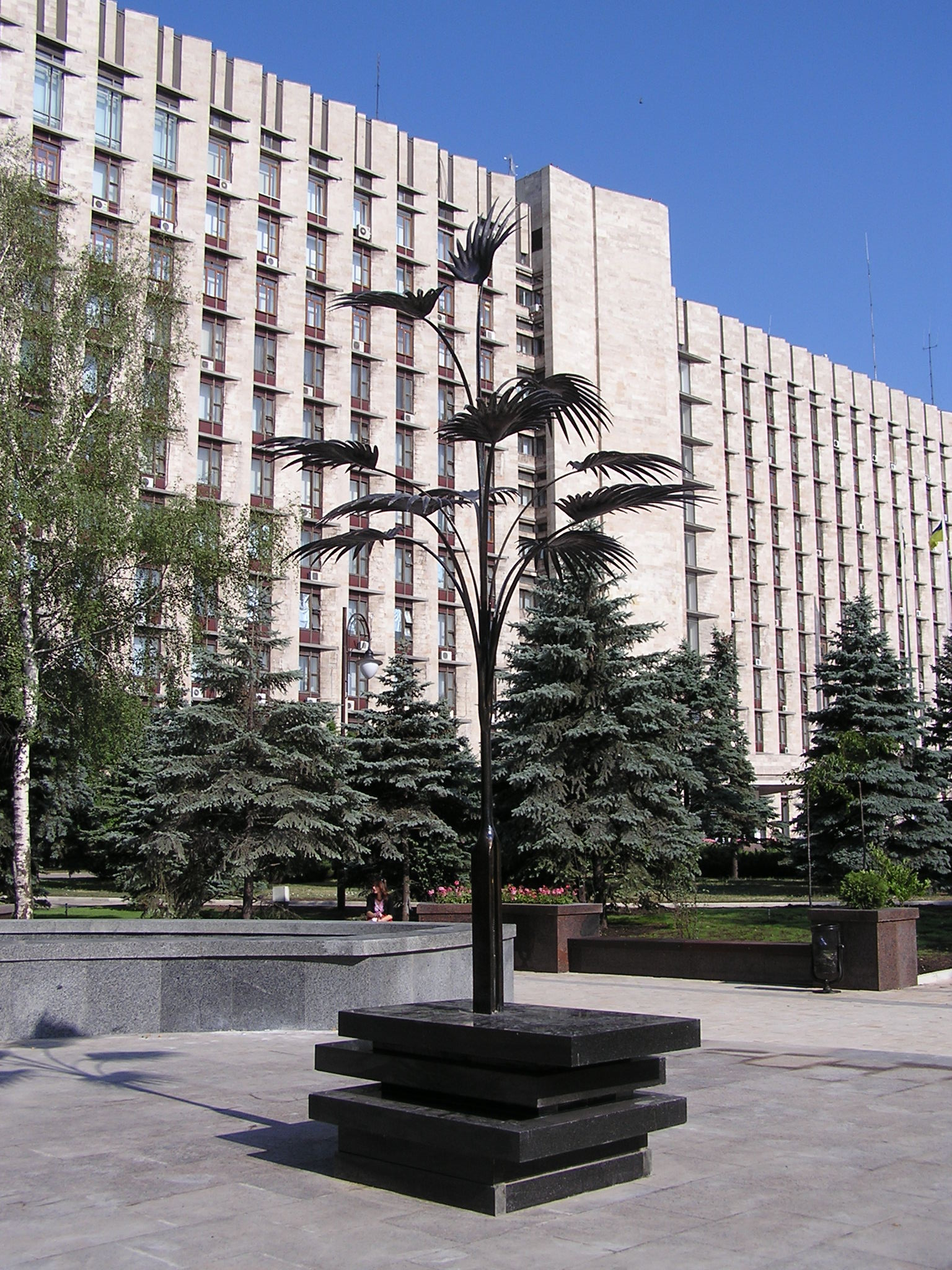
Пальма Мерцалова по Бульвару Пушкіна

Бульвар Пушкіна — одна з головних вулиць міста Донецька. Розташований між бульваром Шевченка та проспектом 25-річчя РСЧА.

## Історія
Вулиця названа на честь російського поета, драматурга та прозаїка Олександра Пушкіна.
До 1955 року бульвар носив назву Бульвар Шевченка. В той же час нинішній Бульвар Шевченка тоді носив ім'я Бульвар Пушкіна. В той час на рівні уряду УРСР було вирішено поставити в Донецьку (тоді Сталіно) фундаментальний пам'ятник Кобзареві у повний зріст. Його було встановлено на тодішньому бульварі Пушкіна. В зв'язку з цим постановою міської влади, винесеною 13 липня 1955 р. було вирішено:

У зв'язку зі спорудженням пам'ятника народному революційному поетові Т. Г. Шевченку на бульварі Пушкіна в місті Сталіно виконком міськради вирішив: перейменувати бульвар імені Пушкіна в бульвар ім. Т. Г. Шевченка; перейменувати бульвар Т. Г. Шевченка в бульвар Пушкіна.

## Опис
Бульвар Пушкіна знаходиться у Ворошиловському районі, починається від проспекту 25-річчя РСЧА, і завершується біля будівлі Донецької обласної державної адміністрації. За будівлею Донецького драматичного театру по бульвару Пушкіна розташований пам'ятник Пушкіну. Довжина вулиці близько півтора кілометра.

## Цікавинки

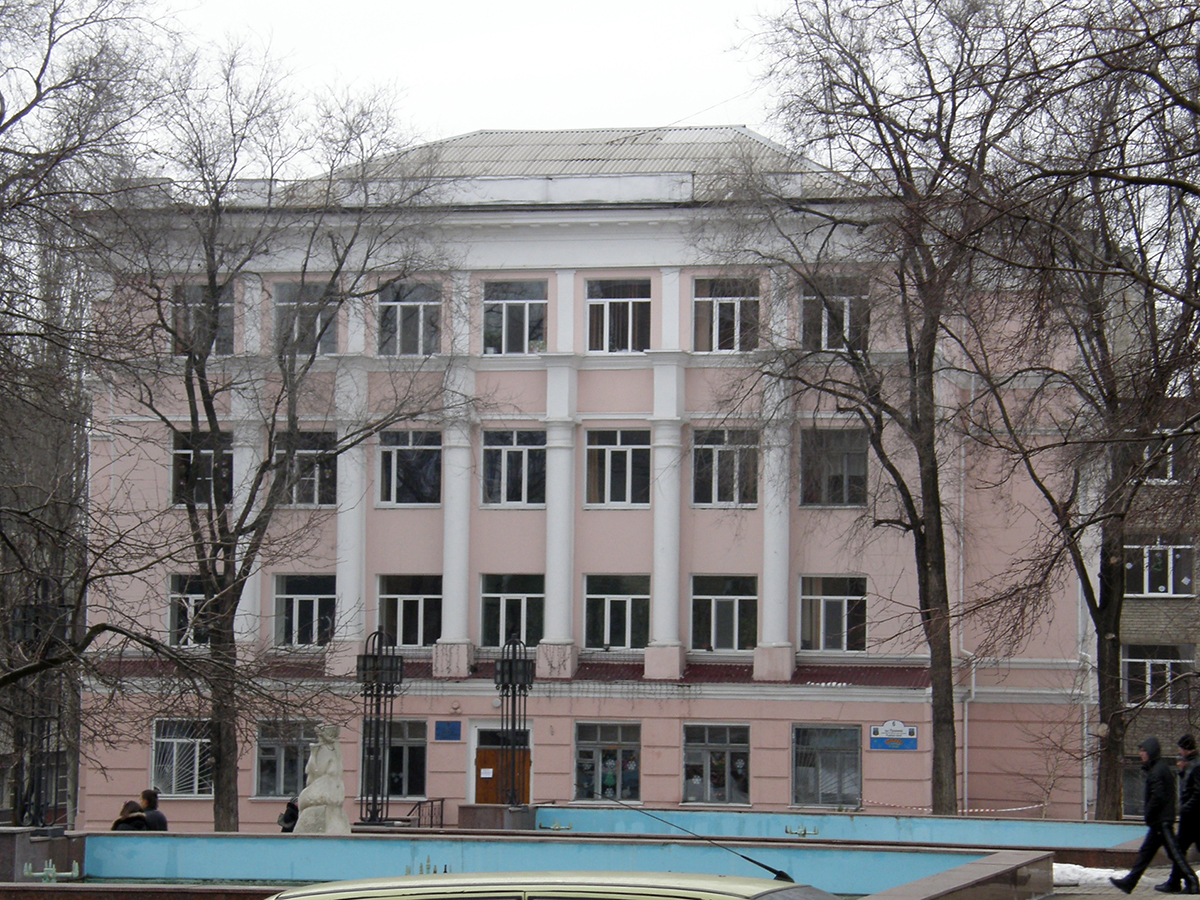
№ 6 – школа № 1, 1938 р., типовий проєкт

На бульварі розташовано багато скульптурних композицій присвячених історії міста та України.